# Gabriela Salas Cabrera
Gabriela Salas Cabrera (Puerto del Caballo, Chapulhuacán, estat d'Hidalgo, Mèxic) és una enginyera informàtica mexicana, reconeguda per la UNESCO —dins del projecte «Dones en la Ciència per al Món»— com la primera dona indígena llicenciada en l'àmbit de les Tecnologies de la Informació.

## Formació
Llicenciada per la Universitat Tecnològica de Tula-Tepeji, a Chapulhuacán, té també un màster en Tecnologies de la Informació, i una especialitat en Hematologia. Estudia la llicenciatura en Matemàtiques per la Universitat Oberta i a Distància de Mèxic, on també fa un màster en Inteligencia Artificial. Cursa un postgrau en ciència de dades i lingüística aplicada a la Universitat Politècnica de Madrid.

## El náhualt al Google Traductor
Interessada en la llengua náhuatl, que aprengué de la seva mare, ha iniciat una tasca per conèixer i contribuir a preservar llengües en perill d'extinció a Mèxic. En aquest context, a començaments de 2024 ha treballat amb Google en el desenvolupament del traductor de náhuatl, a partir d'una base de dades pròpia i immersa com a única dona en un equip d'especialistes en lingüística, antropologia i programació. El traductor, basat en el náhuatl clàssic, té en compte les diverses variants d'aquesta llengua i va ser presentat en un esdeveniment programat a Acaxochitlán el 9 d'agost, en què es commemora el Dia Internacional dels Pobles Indígenes.
Entre els seus projectes actuals, compromesa com està en la salvaguarda de la riquesa cultural del seu país, figura el desenvolupament d'un programari que incorpori totes les llengües de Mèxic, preservant la diversitat cultural i donant-hi visibilitat per mitjà de la tecnologia.

## Reconeixements
Ha rebut diversos premis, entre els quals el Premi Estatal de la Joventut a Hidalgo, el Premi Nacional al Mèrit de les Universitàries STEM, i el Premi Nacional a la Promoció dels Drets de les Dones Indígenes.
A finals de 2024 ha estat inclosa en la llista elaborada anualment per la BBC entre les 100 dones més influents de l'any, un  reconeixement que assenyala dones que lideren canvis globals significatius.